# NGC 7079
NGC 7079 est une galaxie lenticulaire barrée située dans la constellation de la Grue. Sa vitesse par rapport au fond diffus cosmologique est de 2 475 ± 22 km/s, ce qui correspond à une distance de Hubble de 36,5 ± 2,6 Mpc (∼119 millions d'al). NGC 7079 a été découverte par l'astronome britannique John Herschel en 1834.
NGC 7079 a été utilisé par Gérard de Vaucouleurs comme une galaxie de type morphologique (RL)SB(s)00 dans son atlas des galaxies.
NGC 7079 est une galaxie LINER, c'est-à-dire une galaxie dont le noyau présente un spectre d'émission caractérisé par de larges raies d'atomes faiblement ionisés. 
À ce jour, cinq mesures non basées sur le décalage vers le rouge (redshift) donnent une distance de 24,720 ± 8,178 Mpc (∼80,6 millions d'al), ce qui est tout juste à l'extérieur des valeurs de la distance de Hubble. Notons cependant que c'est avec la valeur moyenne des mesures indépendantes, lorsqu'elles existent, que la base de données NASA/IPAC calcule le diamètre d'une galaxie et qu'en conséquence le diamètre de NGC 7079 pourrait être d'environ 32,2 kpc (∼105 000 al) si on utilisait la distance de Hubble pour le calculer.

## Galaxies satellites
Le relevé astronomique SAGA destiné à la recherche de galaxies satellites en orbite autour d'une autre galaxie a permis de confirmer la présence de quatre galaxies satellites pour NGC 7079.

## Groupe de NGC 7079
Selon A. M. Garcia NGC 7079 est la principale galaxie d'un groupe qui porte son nom. Le groupe de NGC 7079 renferme au moins neuf membres. Les autres galaxie sont NGC 7070, NGC 7097, NGC 7107, NGC 7070A (PGC 66909), NGC 7097A (PGC 67160), ESO 287-37 et ESO 287-43.